# Stenocephalum hystrix
Stenocephalum hystrix là một loài thực vật có hoa trong họ Cúc. Loài này được (Chodat) H.Rob. miêu tả khoa học đầu tiên năm 1987.